# ایرنا کفیاتکوفسکا
ایرِنا کفیاتکوفسکا (به لهستانی: Irena Kwiatkowska)؛ (۱۷ سپتامبر ۱۹۱۲ – ۳ مارس ۲۰۱۱) بازیگر اهل لهستان بود که در لهستان برای بسیاری از نقش‌هایش در کاباره و تک‌گویی‌هایش و همچنین حضور در رادیو، سینما و تلویزیون (بیشتر کمدی) شناخته شده‌است. او بهترین نمونه برای شخصیت تلویزیونی «زن شاغل» بود که بسیاری از شغل‌های مختلف (و اغلب با حواس‌پرتی) را به صورت طنزآمیز انجام می‌داد. وی بین سال‌های ۱۹۳۵ تا ۲۰۰۹ میلادی فعالیت می‌کرد.
هنگامی که کیتکوفسکا متولد شد، لهستان بخشی از امپراتوری روسیه بود. او در طول عمر خود شاهد تغییرات چشمگیری در فرهنگ و سیاست لهستان بود. از آنجایی که او از استقلال لهستان دفاع می‌کرد، در تدریس در آکادمی تئاتر ورشو، انجام مونولوگ کمدی، یا آواز در موسیقی فیلم، بهترین‌ها را برای کشور خود و بالاترین تلاش و توانش را برای مخاطبان خود به ارمغان آورد.
در ۱۷ سپتامبر ۲۰۱۶ موتور جستجوی گوگل به مناسبت ۱۰۴مین سالروز تولد ایرنا کیتکوفسکا و به افتخار او گوگل دودل صفحه اصلی خود را در لهستان تغییر داد.
از فیلم‌ها یا مجموعه‌های تلویزیونی که وی در آن‌ها نقش داشته است، می‌توان به دارکوب، کاباره مردان مسن و رانندگان جایگزین اشاره نمود.